# Pseudogaltonia
Pseudogaltonia é um género botânico pertencente à família Asparagaceae.

## Espécies
- Pseudogaltonia clavata (Baker ex Mast.) E.Phillips